# Lina Heydrichová
Lina Heydrichová, rozená Lina Mathilde von Osten (14. června 1911, Avendorf, ostrov Fehmarn – 14. srpna 1985, Avendorf) byla manželkou Reinharda Heydricha, čelného představitele nacistické strany, vedoucího hlavního úřadu říšské bezpečnosti a zastupujícího říšského protektora Čech a Moravy. Známá je také držením panství v Panenských Břežanech u Prahy, kde pro její osobní potřeby ve špatných životních podmínkách nuceně pracovalo okolo 150 vězňů z ghetta Terezín a z koncentračního tábora Flossenbürg.

## Původ a mládí
Pocházela ze zchudlé šlechtické rodiny, usazené na ostrově Fehmarn na pobřeží Baltského moře. Její otec, Jürgen von Osten, zde působil jako učitel. Linina matka, rozená Hissová, pocházela ze zámožné rodiny rejdařů a obchodníků. Oba rodiče inklinovali k německému nacionalismu a tento světonázor přijala už během dospívání i jejich dcera Lina.

## Život s Reinhardem Heydrichem
Dne 6. prosince 1930 se ve věku 19 let zúčastnila plesu veslařského klubu v Kielu, kde se setkala s tehdejším námořním poručíkem Reinhardem Heydrichem. Brzy oznámili své zasnoubení, k němuž došlo dne 18. prosince 1930. Heydrich byl ale následně obviněn z neslušného chování, které je neslučitelné s postavením důstojníka. Měl se ho dopustit tím, že už před seznámení s Linou měl údajně slíbit manželství jiné ženě. Na tomto základě byl Heydrich propuštěn z námořnictva, což zničilo jeho vyhlídky na plánovanou kariéru. Mladá Lina však Reinharda podpořila. Varovala ho před sebelítostí. Nasměrovala ho do nacistické strany a přispěla i k tomu, že došlo k Heydrichovu úspěšnému přijetí u šéfa SS Heinricha Himmlera.
Za Heydricha se provdala dne 26. prosince 1931 a z manželství vzešly čtyři děti:
- Klaus Heydrich (17. června 1933–24. října 1943)
- Heider Heydrich (* 23. prosince 1934)
- Silke Heydrichová (* 9. dubna 1939)
- Marte Heydrichová (* 23. července 1942, jako pohrobek)

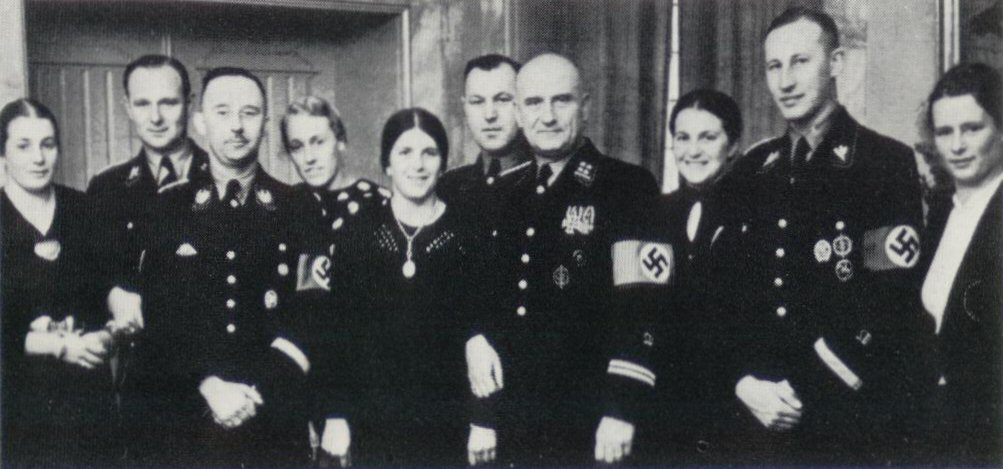
Skupinová fotografie ze svatby příslušníka SS Richarda Pruchtnowa (1937), Lina Heydrichová první zleva, třetí Heinrich Himmler, Reinhard Heydrich druhý zprava

Po uchopení moci nacisty v roce 1933 se stal  Heydrich šéfem Sicherheitsdienstu. Začal se systematickým pronásledováním všech skutečných i domnělých odpůrců režimu. Byl bezkonkurenčním, chorobným a bezohledným antisemitou. Heydrichova kartotéka sahala od služebných až po ministry. Jeho žena Lina mu v tom aktivně pomáhala a povzbuzovala jej k ještě větším „výkonům ve prospěch říše“. Doma se ovšem Heydrich zdržoval zřídka. O mnoho let později shrnula Lina Heydrichová společný život následovně: „Za Reinharda Heydricha jsem byla vdaná deset let. Z toho sedm let nebyl doma.“

## Manželka zastupujícího říšského protektora

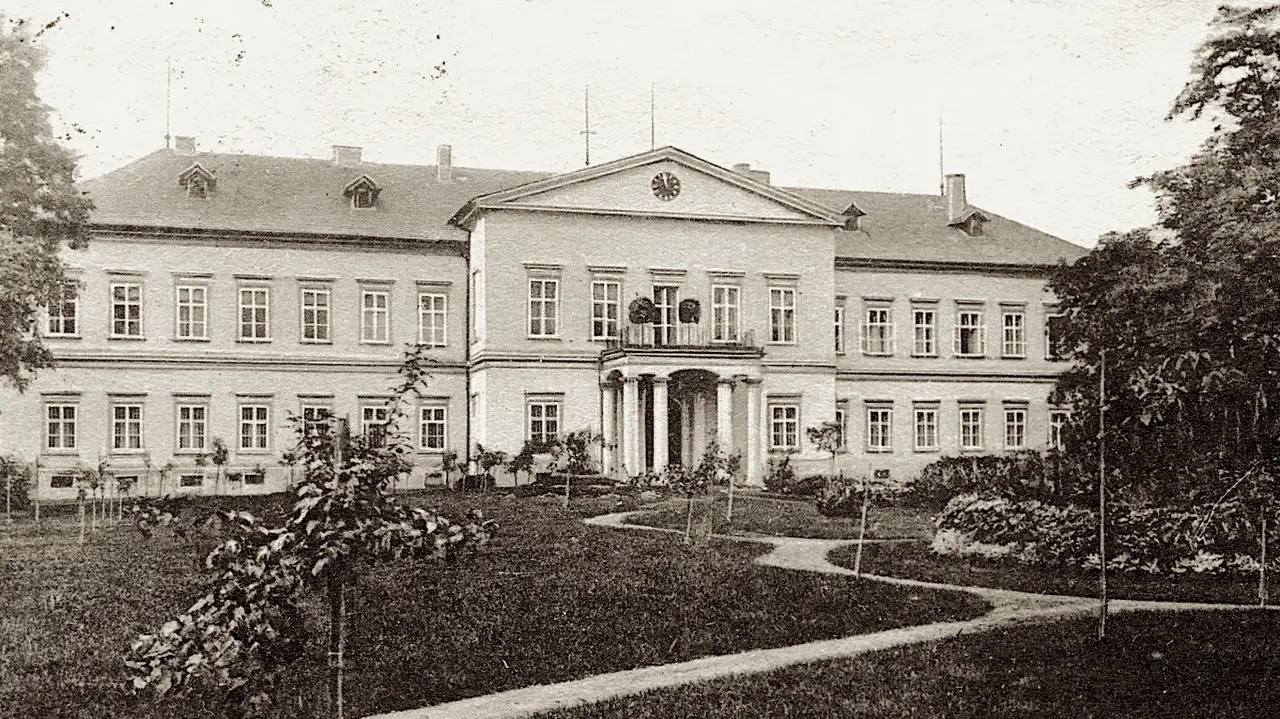
Dolní zámek

Když byl Heydrich koncem léta roku 1941 pověřen tím, aby v Protektorátu Čechy a Morava zavedl mezi obyvatelstvem kázeň, znamenalo to pro rodinu stěhování, ale také postup ve společenském žebříčku. Doposud se prakticky nikdy neúčastnil jednání s Hitlerem a byl vždy jen ve stínu Himmlera. Jako první představitel Protektorátu však jednal přímo s Hitlerem a stál pochopitelně i na vrcholu mocenské pyramidy přímo v Čechách a na Moravě.
Do Prahy přiletěl Heydrich 27. září 1941 a po nějaké době za ním přicestovala i Lina s dětmi. Několik prvních měsíců rodina bydlela na Hradčanech, v levém křídle Pražského hradu. Po Velikonocích roku 1942 se rodina přestěhovala do arizovaného, tzv. „dolního zámku“ v Panenských Břežanech. Tzv. „horní zámek“ užíval státní tajemník K. H. Frank, takže dva nejvýše postavení nacističtí prominenti bydleli se svými rodinami jen pár minut od sebe.

## Říšská vdova na zámku v Panenských Břežanech
Po atentátu na Reinharda Heydricha dne 27. května 1942 zařídil šéf SS Heinrich Himmler pro Linu a její děti doživotní užívání dolního zámku. Aby však byl zámek celoročně obyvatelný, musel projít rozsáhlou adaptací. Doposud totiž sloužil výlučně jako letní rekreační rezidence.

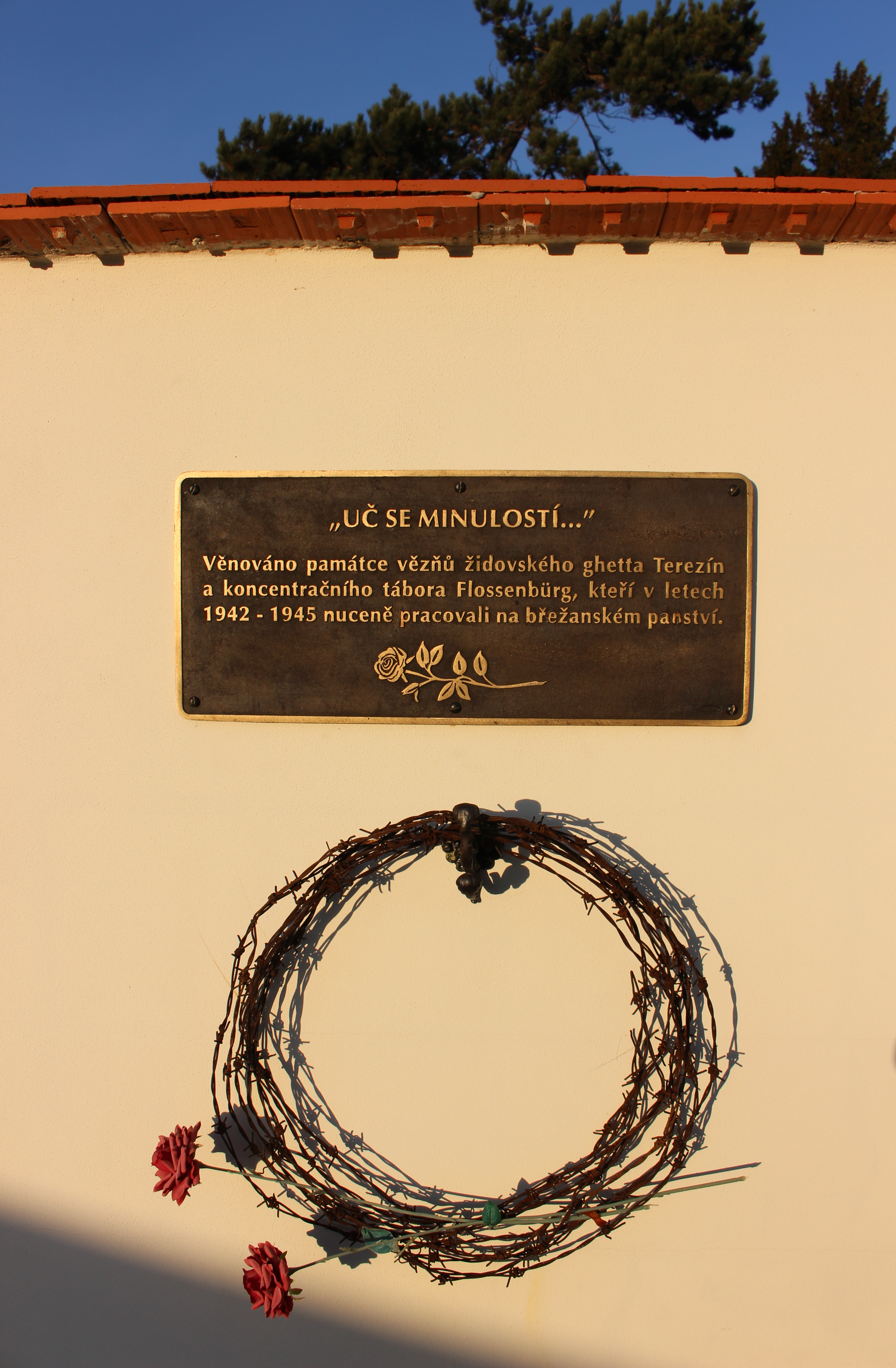
Pamětní deska vězňů

Většinu těchto úprav provedlo pracovní komando Židů z terezínského ghetta, které bylo Heydrichové úředně přiděleno v červenci roku 1942. Celkem osmdesát židovských vězňů kromě toho pracovalo v rozlehlé zámecké zahradě, kterou Heydrichová poručila přebudovat na ovocnářskou a zelinářskou zahradu. V září roku 1942 bylo terezínské pracovní komando na panství Liny Heydrichové navýšeno o dalších padesát osob.
Na jednu stranu měli vězňové v Panenských Břežanech nesrovnatelně lepší životní podmínky nežli v ghettu Terezín nebo v koncentračních táborech. Výhody to však byly jen relativní. Strava u Heydrichové byla většinou nedostatečná, práce na zahradě tvrdá a tresty za špatné pracovní výkony tu byly rovněž uplatňovány. Především ale bylo vězňům dnes a denně při běžném zacházení neustále dáváno najevo, že jsou podlidmi a nemají žádná práva.
Na druhou stranu představa Heydrichové jako jakési „gestapačky“, která tyranizovala celou obec, je spíše obrazem pozdější komunistické propagandy. Heydrichová bývala povýšená, často náladová, ale místní civilní obyvatelstvo od ní žádné utrpení nezažívalo. Když například v roce 1943 zemřel nejstarší syn Klaus poté, co v neopatrnosti vjel na kole přímo pod nákladní automobil, řidič Karel Kašpar byl vyšetřován běžným postupem a následně propuštěn na svobodu. Žádné represe Heydrichová v obci nerozpoutala. Nicméně Kašparovu "okamžitou popravu" požadovala, ale zřejmě jen v pohnutí mysli.
Co lze mít naopak za prokázané byla její evidentní snaha vše vnímat optikou ekonomického zisku a pokud možno i ušetřit. Tato nepřejícnost byla i hlavní příčinou špatné stravy vězňů, kteří na jejím panství pracovali. Ubytováni byli v provizorních podmínkách bývalé koňské maštale. Své ekonomické a ideologické zájmy však mělo i gestapo a SS, důsledkem čehož se terezínské ghetto své působící u Heydrichové postupně stahovalo. Až v únoru roku 1944 přestali v Panenských Břežanech vězni sloužit docela. Heydrichová si však u Himmlera vymohla alespoň nějakou náhradu: Z Flossenbürgu dostala k otrocké práci na svém panství skupinu patnácti svědků Jehovových, nacisty pronásledovaných během války za odpírání vojenské služby a ustavičnou veřejnou evangelizaci.
Ubytování a jídlo mělo těchto patnáct svědků Jehovových u Heydrichové stejně nedostatečné jako Židé před nimi. Heydrichová přitom tvrdila, že se o ně stará jako o vlastní, a byla přesvědčena, že jsou jejím osobním majetkem. Opakovaně odmítala žádosti z jejich domovského koncentračního tábora, aby za jejich pronájem táboru ve Flossenbürgu řádně platila. Věc nakonec došla tak daleko, že samotný Himmler za ni začal platby hradit z vlastního tajného lobbystického konta.
Její zemědělský podnik přitom přes všechna válečná strádání prosperoval. Statek přinášel zemědělské výnosy a majitelka dokonce otevřela pobočku svého podniku v obci Máslovice. Další ekonomický rozvoj i existenci zdejšího soukromého koncentračního tábora ale zastavil konec války. V dubnu 1945 Lina Heydrichová s dětmi opustila zámek v Panenských Břežanech, byť v té době s představou, že za několik měsíců se sem jistě vrátí.

## Po válce
Z bývalé nacistky a manželky SS-Obergruppenführera se stal uprchlík. Po několika měsících nakonec v druhé polovině roku 1945 dorazila i s dětmi na rodný Fehmarn. Během následující dekády měla jen omezené příjmy a po určitou dobu se dokonce musela skrývat před úřady z obavy, že by mohla být vydána do Československa. Mimořádný lidový soud ji totiž v roce 1948 v nepřítomnosti odsoudil k doživotí. Britské úřady ale žádost československé vlády o její vydání nakonec odmítly.
Dům ve Fehmarnu, který Britové po válce dočasně zkonfiskovali, jí byl navrácen. Později také podala několik žalob proti státu (v letech 1950 až 1959). V roce 1956 obdržela vdovský důchod ve výši 150 německých marek s odůvodněním, že její manžel padl jako nadporučík v záloze. Opakovaně žádala o penzi generálskou, přestože Heydrich coby generál SS nebyl podle německých úřadů „vojákem“, nýbrž válečným zločincem. Nakonec jí byl přiznán vdovský důchod.
Nakrátko se provdala za Mauna Manninena. S ním v roce 1965 koupila ve městě Burg na Fehmarnu penzion „Imbria Parva“. Značnou část jeho klientely tvořili bývalí příznivci nacismu, kteří zde vzpomínali na „staré časy“.
V roce 1976, ve věku 65 let, začala psát s německým politologem a historikem Wernerem Maserem své paměti, jež vyšly pod názvem Leben mit einem Kriegsverbrecher (Život s válečným zločincem; pro druhé vydání byl název upraven na Můj život s Reinhardem). Na období života v Čechách opakovaně vzpomínala s nostalgií. Ani na konci života neprojevovala žádnou lítost a odmítala připustit jakoukoliv manželovu vinu na nacistických zločinech. Zemřela v srpnu 1985.

## V kultuře
- V říjnu 2023 vydal parodický písničkář Vráťa Hošek píseň Lina Heydrichová,[9] věnovanou atentátu na Heydricha.